# Кам'яний потік (притока Турця)
Кам'яний потік (словац. Kamenný potok) — річка; ліва притока Турця, протікає в окрузі Мартін.
Довжина приблизно 6,0—6,5 км. Витік знаходиться в масиві Мала Фатра (геоморфологічна підодиниця Лучанська Фатра; схил гори Уплаз) — на висоті приблизно 1200 метрів.
Протікає територією міста Врутки.[неавторитетне джерело] Впадає в Турець на висоті приблизно 370—380 метрів.